# Agnesbrücke (Nürnberg)
Die Agnesbrücke ist eine Brücke in Nürnberg. Sie überquert die Pegnitz und verbindet die Insel Schütt mit der Lorenzer Stadtseite.

## Geschichte
Bis  ins  19. Jahrhundert bezeichnete man die 1462 gebaute und bis 1670 bedeckte Holzbrücke zwischen der Großen Insel Schütt und der Lorenzer Stadtseite unweit des Pegnitzeinflusses in die Stadt als Hölzerne Brücke beim Wildbad, als Alte  Heubrücke oder als Hölzerne  Heubrücke. 1779 wurde an der Brücke ein Wassermessstand zur Beobachtung des Pegnitzpegels errichtet.
Ab 1811 taucht die Bezeichnung Jagnersbrücke auf, benannt nach dem Stadtpolizisten Jagner, der direkt neben der Brücke wohnte. Der Name entwickelte sich weiter und daraus folgte 1884 die amtliche Bezeichnung Agnesbrücke. Beim Wiederaufbau nach dem Zweiten Weltkrieg wurde die Agnesbrücke durch einen Betonbau ersetzt.

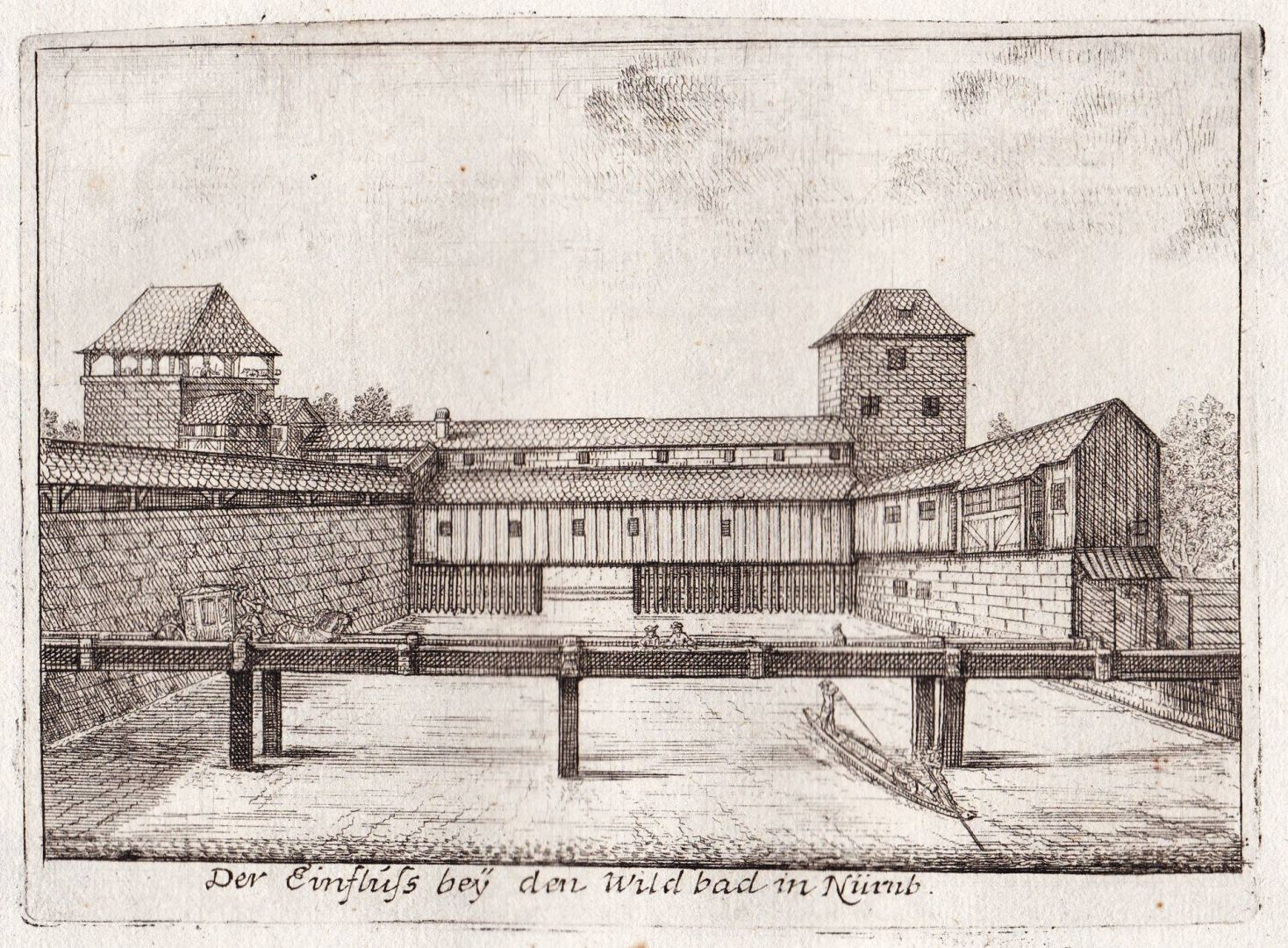
Johann Alexander Böner: Darstellung der Brücke, im Hintergrund der Tratzenzwinger, 1702
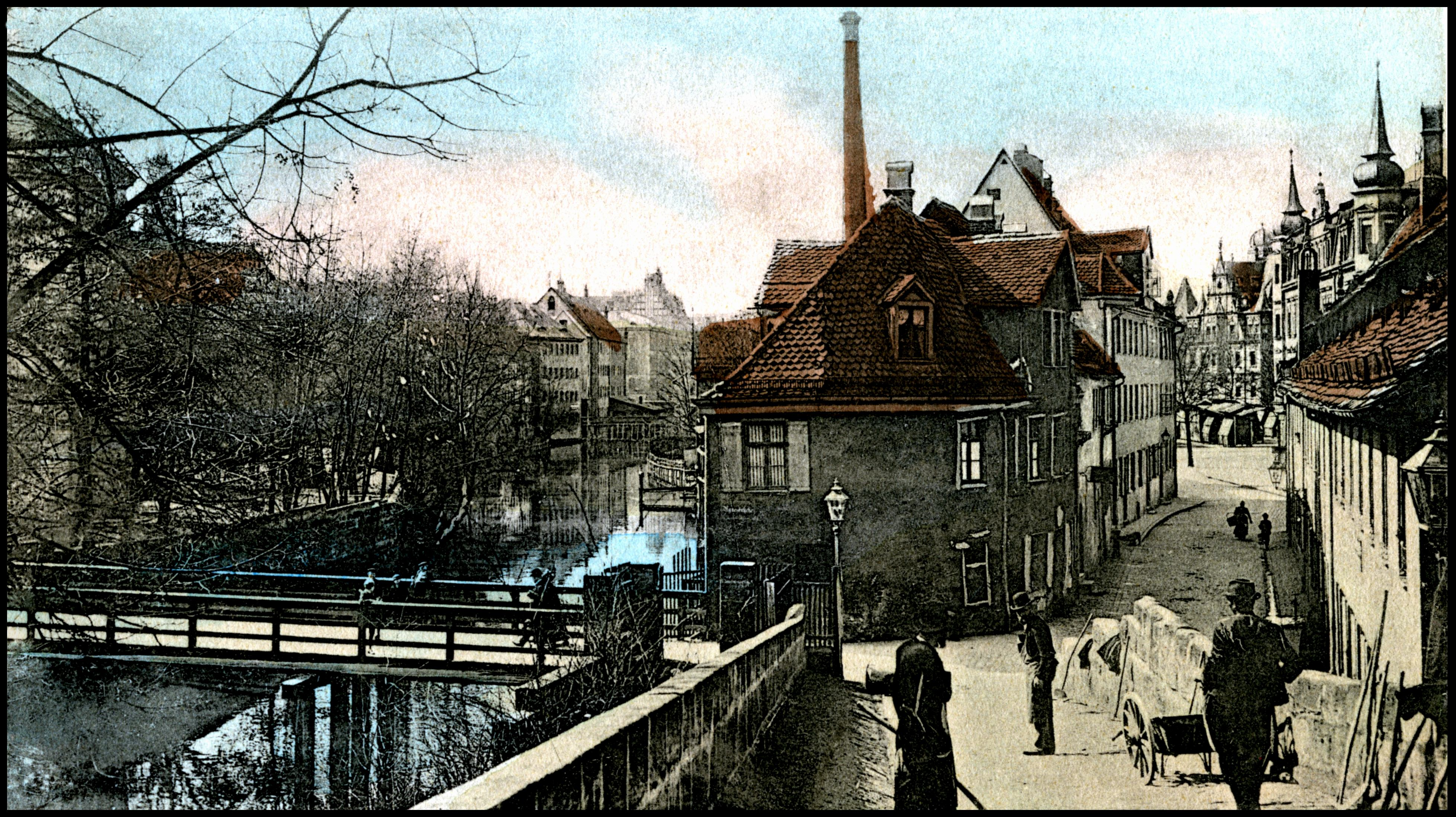
Die Agnesbrücke, um 1903
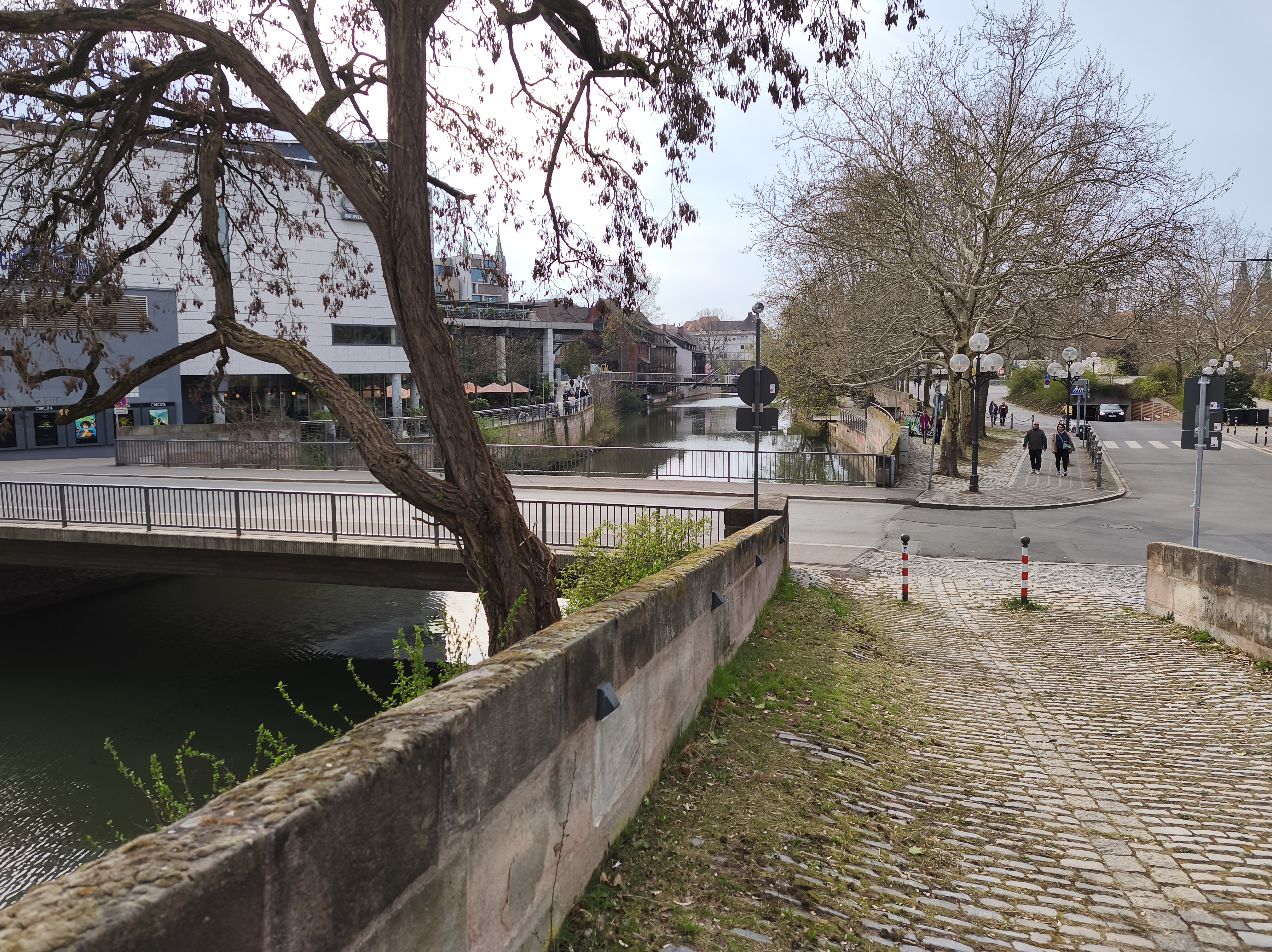
Die Agnesbrücke, 2025